# 316 (numero)
3770853995

## Proprietà matematiche
- È un numero pari.
- È un numero composto con 6 divisori: 1, 2, 4, 79, 158, 316. Poiché la somma dei suoi divisori (escluso il numero stesso) è 244 < 316, è un numero difettivo.
- È un numero palindromo nel sistema di numerazione posizionale a base 3 (102201) e in quello a base 8 (474).
- È parte delle terne pitagoriche (237, 316, 395), (316, 6237, 6245), (316, 12480, 12484), (316, 24963, 24965).
- È un numero di Ulam.
- È un numero ettagonale centrato.
- È un numero congruente.

## Astronomia
- 316P/LONEOS-Christensen è una cometa periodica del sistema solare.
- 316 Goberta è un asteroide della fascia principale del sistema solare.

## Astronautica
- Cosmos 316 è un satellite artificiale russo.